# Manifestació «Llibertat presos polítics. Som República»
La manifestació «Llibertat presos polítics. Som República» fou una manifestació realitzada amb aquest lema l'11 de novembre de 2017, al carrer Marina de Barcelona, per tal de reclamar l'alliberament dels «presos polítics» per haver defensat la creació de la República Catalana. També es va batejar com Manifestació de la Diada Nacional de la Llibertat.

## Convocatòria
La manifestació fou organitzada i promoguda per Òmnium Cultural i l'Assemblea Nacional. L'objectiu de la mateixa era demanar l'alliberament d'Oriol Junqueras, els set consellers i els presidents de les entitats civils sobiranistes Jordi Cuixart i Jordi Sànchez, empresonats per ordre de l'Audiència Nacional d'Espanya. Marcel Mauri, en una convocatòria de premsa, va explicar: «Ens agradaria no haver-la haguda de convocar mai, però tenim vuit consellers i els dos presidents de les entitats a la presó.» Va ser encapçalada pels principals dirigents sobiranistes, amb una capçalera d'honor amb els familiars dels presos i membres del govern exiliats a Brussel·les. Es va demanar als assistents que portessin un llaç groc. L'organització volia que fos una jornada massiva, tot i que van reconèixer que no és el mateix organitzar una manifestació per una diada en tres mesos, que una manifestació en deu dies. El seu objectiu era omplir el carrer Marina. Es van mobilitzar prop d'un miler d'autobusos per a assistir a la concentració des d'arreu del país.

## Recorregut
La manifestació va començar a les cinc de la tarda a la cruïlla entre el carrer de Marina i el carrer de Pujades i va baixar en direcció al mar fins a l'Avinguda d'Icària, on es va habilitar un escenari. La concentració de gent va ocupar 3 kilòmetres i 300 metres del carrer Marina, espai on hi ha la seu de l'ANC i pròxim al Temple de la Sagrada Família. Segons la Guàrdia Urbana de Barcelona, unes 750.000 persones van assistir a la manifestació. Altres fonts calculen més d'un milió de persones a la manifestació.

## Acte
Al final del recorregut, quan va arribar la capçalera protagonitzada per familiars dels líders sobiranistes i dels membres del govern empresonats o a l'exili, van sonar les paraules que Pau Casals va pronunciar a les Nacions Unides el 24 d'octubre de 1971 («I am a Catalan») amb el cant dels ocells de fons. Es van llegir cartes escrites pels empresonats i es van veure vídeos enregistrat pel president Puigdemont i pels quatre consellers a l'exili a Brussel·les.
A la segona capçalera de la manifestació, protagonitzada per polítics, hi van participar membres de Esquerra Republicana de Catalunya, Partit Demòcrata, Candidatura d'Unitat Popular, Catalunya en Comú, l'ex secretari general de Podem Catalunya, Albano Dante Fachín, l'alcaldessa de Barcelona, Ada Colau, i els regidors Jaume Asens i Gala Pin.